# سرویس تحقیقات جنایی نیروی دریایی

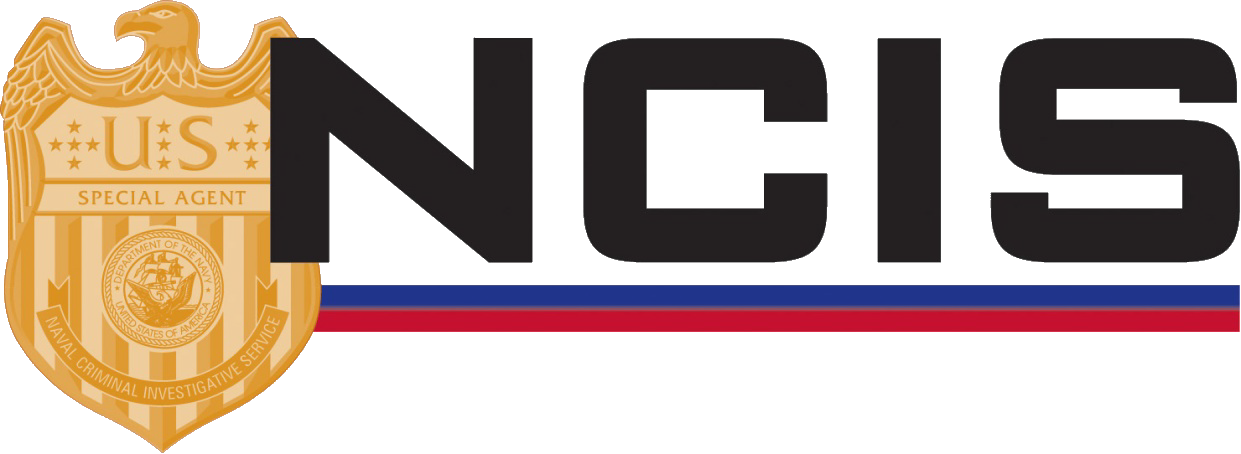
NCIS

سرویس تحقیقات جنایی نیروی دریایی (به انگلیسی: Naval Criminal Investigative Service) مهمترین مرجع قانونی نیروی دریایی ایالات متحده آمریکا است و وظیفه آن تحقیقات درباره جرائمی است که در نیروی دریایی ایالات متحده آمریکا و نیروی تفنگداران دریایی ایالات متحده آمریکا اتفاق می افتد.
در سال‌های اخیر مأموریت‌هایی به مأموریت‌های قبلی این نیروها اضافه شده از جمله امنیت ملی و عملیات ضد تروریست وعملیات ضد اطلاعات و جاسوسی.